# Kent Lindfors
Kent Lindfors, född 17 juli 1938 i Göteborg, är en svensk målare och skribent.
Han studerade vid Kungliga Konsthögskolan i Stockholm 1960-1965. Han debuterade som konstnär 1976 på Galerie Burén, Stockholm.
Han är sedan 1990 invald i Konstakademien. Tilldelades 2014 Prins Eugen-medaljen. Innehar statens inkomstgaranti för konstnärer.
Som offentligt verk har han utfört en takmålning på 64 kvm i Göteborgs stadsmuseum 1995-1996. Lindfors är representerad vid bland annat Göteborgs konstmuseum.